# SPR Nr. 15–18
Die Lokomotiven Nr. 15–18 der São Paulo Railway Company (SPR) in Brasilien waren Tenderlokomotiven für den Streckendienst. Die Nr. 15 Rio Claro ist im Museum der Schienenseilbahn Paranapiacaba ausgestellt. Sie gilt als zweitälteste erhaltene Lokomotive Brasiliens.
Für den Betrieb der Strecke Santos–Jundiaí importierte die SPR zwanzig Lokomotiven aus Großbritannien, darunter vier Lokomotiven mit der Achsfolge 1B. Sie trugen am Anfang nur die Namen Rio Claro, Limeira, Rio Grande und Conde d'Eu, erhielten später aber die Nummern 15 bis 18 und wurden um die Jahrhundertwende aufgrund schlechter Laufeigenschaften mit einem vorlaufenden Drehgestell versehen. Die Lokomotiven wurden zwischen Paranapiacaba am oberen Ende der neun Kilometer langen Schienenseilbahn und dem Endbahnhof in Jundiaí im Güter- und Personenzugsdienst eingesetzt. Nachdem die Strecke 1901 zweigleisig ausgebaut wurde, kamen die Lokomotiven in den Rangierdienst. 1927 sollten die Lokomotiven außer Dienst gestellt und verschrottet werden. Aufgrund eines Verkehrsanstiegs waren die Lokomotiven doch nicht entbehrlich, sodass die bereits abgestellten Maschinen repariert und wieder in Betrieb genommen wurden. Einzig die Nr. 15 wurde nicht repariert, da sie in einem Schuppen versteckt worden war, um sie vor der Verschrottung zu bewahren. Die Nr. 15 war angeblich die Lokomotive, die als Erstes die gesamte Strecke Santos–Jundiaí befahren hätte. Einige Monate später kam eine Lieferung moderner Lokomotiven aus England an, sodass die alten nun doch verschrottet werden konnten. Einzig die aus dem Versteck hervorgeholte Nr. 15 wurde repariert und wieder dem Betrieb übergeben und bis zur Elektrifizierung 1951 eingesetzt.